# After the Ordeal
After the Ordeal (en castellano "Después de la ordalía") es una canción instrumental de Genesis.
Se trata de una de las pocas canciones instrumentales durante el período de Peter Gabriel al frente del grupo y fue publicada en el álbum Selling England by the Pound de 1973. Es la siguiente canción a "The Battle of Epping Forest" (en castellano" La Batalla del Bosque de Epping") y con su título "Luego del Sufrimiento" se cierra el círculo de las dos canciones: Luego de la Batalla del Bosque de Epping sólo queda el Sufrimiento.
Aunque le sea acreditada a todos los miembros del grupo (como todas las canciones durante este período), la canción es claramente una composición de Steve Hackett, y es el conductor de la misma con sus guitarras. Diversas características de la misma reaparecerían más tarde en otras canciones durante su carrera como solista, tales como alternar entre diferentes guitarras en una misma pieza o la interpretación de pasajes muy melódicos, algo muy típico del material de Hackett.
La primera mitad posee una pieza de guitarra clásica en tempo presto acompañada de un majestuoso piano de Tony Banks, la segunda mitad es una pieza más lenta interpretada en guitarra eléctrica. Aunque Genesis nunca tocó la canción en vivo, Hackett la toca con sus giras de trío acústico, como parte de un medley entre "Apocalypse in 9/8" (de "Supper's Ready") y "Hairless Heart" (de "The Lamb Lies Down on Broadway"). 
De acuerdo a Tony Banks, tanto él como Peter Gabriel estuvieron en contra de la inclusión de esta canción en el álbum "Selling England By The Pound", y tuvieron muchas discusiones con Hackett por este tema. Aunque finalmente Hackett consiguió que sea incluida, la creciente falta de interés de la banda por sus composiciones lo llevaría finalmente a alejarse de la misma cuatro años más tarde.

## Formación
- Steve Hackett: Guitarra acústica, guitarra eléctrica
- Mike Rutherford: Bajo
- Tony Banks: Piano, Órgano Hammond
- Phil Collins: Batería
- Peter Gabriel: Flauta, Tamborín

- Datos: Q8191207